# Fredløs (film fra 1909)
 For alternative betydninger, se Fredløs. (Se også artikler, som begynder med Fredløs)
Fredløs er en dansk stumfilm fra 1909 produceret af Nordisk Films Kompagni og instrueret af Viggo Larsen.

## Handling
En fredløs mand får en dukke af et barn. 

## Medvirkende
- Petrine Sonne
- Maggi Zinn
- Edmund Østerby
- Gudrun Kjerulf